# Mount Washington (Kentucky)
Mount Washington ist eine Stadt im Bundesstaat Kentucky in den Vereinigten Staaten und Teil des Bullitt County. Entsprechend der Volkszählung im Jahr 2020 hat die Stadt 18.090 Einwohner. Die Stadt ist eine von mehreren Städten in der Umgebung von Louisville, die in den letzten drei Jahrzehnten einen starken Bevölkerungszuwachs erlebt haben und sich zu einer Pendlerstadt entwickelt haben.

## Geschichte
Mount Washington befand sich einst an der Kreuzung zweier Postkutschenrouten und war ursprünglich als The Cross Roads bekannt. Der Ort wurde 1822 offiziell als Mount Vernon gegründet, nach dem Haus von Präsident George Washington in Virginia, konnte diesen Namen aber nicht weiter verwenden, da das Postamt einer anderen Stadt Vorrang hatte. Die Siedlung beherbergte damals etwa 700 Menschen und verfügte über drei Kirchen, zwei Schulen, sechs Geschäfte und Lebensmittelgeschäfte, fünf Ärzte, zwei Tavernen und zwölf Handwerksbetriebe. Bei der (ersten) offiziellen Gemeindegründung als Stadt im Jahr 1833 wurde der Name der Stadt in "Mount Washington" geändert, wiederum zu Ehren des ersten Präsidenten der Vereinigten Staaten.

## Demografie
Nach der Volkszählung von 2020 leben in Mount Washington 18.090 Menschen. Die Bevölkerung teilte sich 2019 auf in 96,0 % Weiße, 0,6 % Afroamerikaner, 0,1 % amerikanische Ureinwohner, 0,5 % Asiaten, 0,1 % Ozeanier und 2,5 % mit zwei oder mehr Ethnizitäten. Hispanics oder Latinos aller Ethnien machten 2,5 % der Bevölkerung aus. Das mittlere Haushaltseinkommen lag bei 69.214 US-Dollar und die Armutsquote bei 6,6 %.

## Persönlichkeiten
- Marisha Ray (* 1989), Synchronsprecherin, Moderatorin, Produzentin und Creative Director